# 羽前国

羽前国の位置

羽前国（うぜんのくに）は、東北戦争終結直後に出羽国を分割し制定された、日本の地方区分の国の一つ。東山道に位置する。別称は羽後国とあわせて、または単独で羽州（うしゅう）。領域は現在の山形県のうち、飽海郡と酒田市北部（最上川以北）を除いた大部分にあたる。

## 沿革
- 「旧高旧領取調帳」の記載によると、明治初年時点での、出羽国のうち後の羽前国内の支配は以下の通り（1,247村・946,578石余）。太字は当該郡内に藩庁が所在。国名のあるものは飛地領。
  - 村山郡（458村・365,165石余） - 幕府領、旗本領、山形藩、上山藩、天童藩、新庄藩、長瀞藩、羽後松山藩、蝦夷館藩、陸奥棚倉藩、上野館林藩、常陸土浦藩、下総佐倉藩
  - 最上郡（86村・84,250石余） - 新庄藩
  - 置賜郡（294村・336,868石余） - 米沢藩
  - 田川郡（409村・160,294石余） - 鶴岡藩、羽後松山藩
- 慶応2年6月19日（1866年7月30日） - 棚倉藩が武蔵川越藩に転封。棚倉藩には陸奥白河藩が転封。
- 慶応4年
  - 2月1日（1868年2月23日） - 棚倉藩が白河藩に転封（実行されず）。
  - 9月29日（1868年11月13日） - 戊辰戦争後の処分により、幕府領・鶴岡藩領が酒田民政局の管轄となる。
- 明治元年
  - 12月7日（1869年1月19日） - 出羽国が分割され、上記4郡が羽前国の所属となる。
  - 12月15日（1869年1月27日） - 鶴岡藩・松山藩が減封。鶴岡藩は会津藩に転封（実行されず）。
  - 12月18日（1869年1月30日） - 戊辰戦争後の処分により天童藩が減封。領地の一部が酒田民政局の管轄となる[注釈 1]。
  - 12月22日（1869年2月3日） - 戊辰戦争後の処分により上山藩が減封。領地の一部が酒田民政局の管轄となる。
  - 12月24日（1869年2月5日） - 白河藩が棚倉藩に転封（現状に即した形となる）。このときの減封により国内の領地が酒田民政局の管轄となる。
- 明治2年
  - 6月22日（1869年7月30日）
    - 鶴岡藩が磐城平藩に転封（実行されず）。
    - 松山藩が改称して松嶺藩となる。

  - 7月25日（1869年9月1日） - 鶴岡藩が鶴岡に復帰。
  - 7月26日（1869年9月2日） - 酒田民政局の管轄区域に酒田県（第1次）が発足。
  - 9月13日（1869年10月17日） - 鶴岡藩が改称して大泉藩となる。
  - 11月11日（1869年12月13日） - 長瀞藩が藩庁を移転して上総大網藩となり、それにともなう領地替えで国内の領地が酒田県（第1次）の管轄となる。
- 明治3年
  - 田川郡勝浦村・浦村・法木村（いずれも飛島）の所属が羽後国飽海郡に変更。酒田県（第1次）の管轄となる[1]。
  - 7月17日（1870年8月13日） - 山形藩が近江朝日山藩に転封。国内の領地が酒田県（第1次）の管轄となる。
  - 9月28日（1870年10月17日） - 酒田県（第1次）が県庁移転・改称して山形県となり、館藩・館林藩・土浦藩・佐倉藩の領地も管轄[注釈 2]。
- 明治4年
  - 7月14日（1871年8月19日） - 廃藩置県により藩領が大泉県、松嶺県、上山県、天童県、新庄県、米沢県となる。
  - 11月2日（1871年12月13日） - 第1次府県統合により田川郡が酒田県（第2次）、村山郡・最上郡が山形県、置賜郡が置賜県の管轄となる。
- 明治8年（1875年）8月31日 - 酒田県（第2次）が県庁移転・改称して鶴岡県となる。
- 明治9年（1876年）8月21日 - 第2次府県統合により全域が山形県の管轄となる。

## 地域

### 郡
以下の四郡で構成された。
- 田川郡
- 村山郡
- 最上郡
- 置賜郡

### 人口
明治5年（1872年）の調査では、人口56万0984人を数えた。